# معلم كلا (دشت سر)
معلم کلا (بالفارسية: معلم کلا) هي قرية تقع في إيران في قسم دشت سر الريفي. يقدر عدد سكانها بـ 964 نسمة .